# Verreiterung
Verreiterung ist eine von dem österreichischen Mediävisten Herwig Wolfram geprägte Bezeichnung für einen bewussten oder unbewussten Akkulturationsprozess, durch den sich das militärische Schwergewicht der Völker am Rande des eurasischen Steppengürtels immer stärker hin zu den Reitertruppen verlagerte. Dieser Prozess der Angleichung der Waffentechnik und Militärtaktik an die der abzuwehrenden Reiternomaden erfolgte zuerst durch den Aufbau von Reiterheeren der Hochkulturen im Kaiserreich China, in Korea, bei den Parthern, Sassaniden und im Römischen Reich, ohne dass dadurch durchgreifende gesellschaftliche und kulturelle Transformationserscheinungen ausgelöst wurden. Während der Völkerwanderung wurden die unter dem Druck ihrer östlichen Nachbarn stehenden ostgermanischen Stämme wie die Goten (vor allem die Greutungen), Vandalen und Gepiden durch den Prozess der Verreiterung in ihrer kulturellen Identität stark verändert; sie entwickelten sich von Ackerbauern zu zeitweise nomadisierenden Völkern.
Die Entstehung von Reiterkulturen in den Prärien Nordamerikas, Steppen Patagoniens und Savannen Westafrikas war mit ähnlich tiefgreifenden soziokulturellen Veränderungen und Machtverschiebungen verbunden.

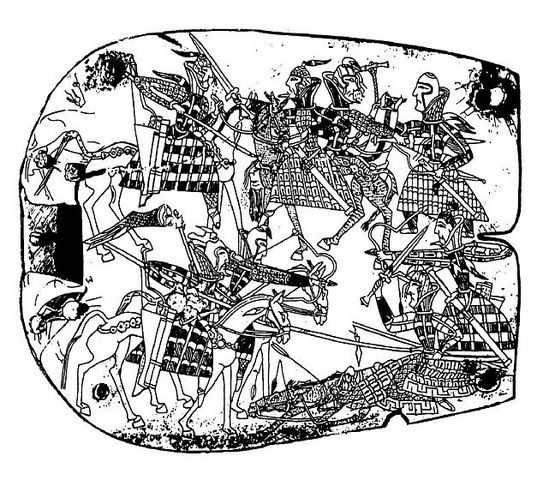
Reiterschlacht. Ritzung auf Knochenplatte aus Orlat (Usbekistan), ca. 200 vor bis 200 (400?) nach Chr. Dargestellt sind zentralasiatische Reiterkrieger, vermutlich Sogder (oder Hunnen?).

## Wirtschaftliche Grundlagen
Der Sozialhistoriker Michael Mitterauer sieht die Ursachen der Verreiterung am Rande des eurasischen Steppengürtels im Zusammenstoß der Steppennomaden mit den Ackerbau betreibenden Hochkulturen, die ihre Waffentechnik und Militärorganisation an die der Nomaden anpassen mussten. Sie mussten Reitertruppen aufbauen und die Reiter mit Metallhelm, Schuppenpanzer (später Kettenhemd), Stoßlanze, Reiterschwert, Pfeil und Bogen und zuletzt mit dem Steigbügel (im Korea des 5. Jahrhunderts, seit dem 6. Jahrhundert bei den Awaren bezeugt) ausrüsten bzw. diese Ausrüstungselemente von den Nomaden übernehmen. Pferdepanzerdecken sind archäologisch im frühen 3. Jahrhundert in Syrien nachgewiesen.
Die gepanzerten Reitertruppen (Kataphrakten) der Hochkulturen wurden überwiegend zentral oder zumindest teilweise von den Herrschern ausgestattet; daneben existierten dort weiterhin Fußtruppen. Die Reiter der Skythen, Sarmaten, Alanen und Hunnen beschafften sich ihre Ausrüstung jedoch individuell. Das traf auch auf ihre ostgermanischen Nachbarn wie Goten, Vandalen und Gepiden zu.
Es gibt Anhaltspunkte für die Annahme, dass sich germanische Stämme auf ihren jahrzehntelangen Märschen nomadische Fertigkeiten und Verhaltensweisen aneigneten, insbesondere wenn sie sich gemeinsam mit Nomaden wie Alanen und Hunnen bewegten. Allerdings gibt es auch Vertreter der These, wonach Kettenhemd und Schuppenpanzer schon vor Christi Geburt zur Ausrüstung germanischer Reiterkrieger gehörten.
Helmut Castritius beschreibt eine wirtschaftliche Implikation des Prozesses der Verreiterung: Es handle sich um einen Transformationsprozess, durch den „aus Bauern und/oder Viehzüchtern Seminomaden und aus diesen reine, unproduktive Schmarotzer werden, die, wenn das unterworfene bäuerliche Substrat nicht mehr vorhanden ist oder zu wenig produziert, auf Raub und Plünderung oder auf Unterstützung in Form von Subsidien für geleistete Dienste […] angewiesen ist“. Damit ist zugleich eine der Ursachen für die Entstehung von Gefolgschaften als möglichen Vorläufern des Lehnswesens benannt.

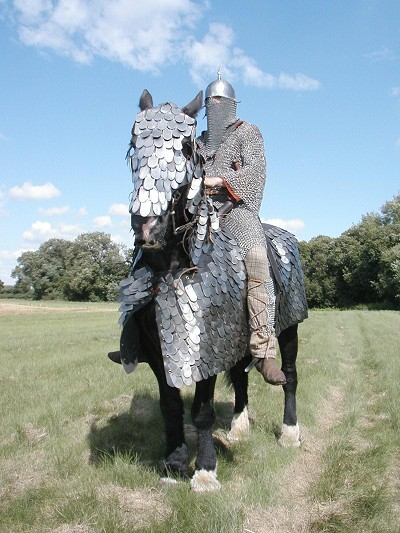
Rekonstruktion der Ausrüstung eines sassanidischen Panzerreiters

## Räumliche Ausdehnung und gesellschaftliche Folgen
Ins Licht der Geschichte treten die sassanidischen Reiter unter ihrem Herrscher Schapur I., als sie dem Heer des römischen Kaisers Valerian im Jahr 260 in der Schlacht von Edessa eine verheerende Niederlage beibrachten. In den Kämpfen gegen Schapur II. war auch auf römischer Seite die gepanzerte Kavallerie die entscheidende Waffe; sie erwies sich der sassanidischen jedoch immer noch als unterlegen. 
Die gotischen Greutungen hatten im 4. Jahrhundert die Reiterkampftechniken der Steppenvölker erfolgreich adaptiert; ob es sich dabei um Kataphrakten oder um berittene Bogenschützen handelte, ist nicht eindeutig zu bestimmen. Bei anderen germanischen Völkern war der Reiterkrieg wohl nicht das bestimmende Element der Kriegsführung. Für die Goten ist der Einsatz gepanzerter Reiter und Pferde erst im 6. Jahrhundert z. B. in der Schlacht von Busta Gallorum belegt.
Mit großer Verspätung erreichte der Prozess der Verreiterung unter Karl Martell das Frankenreich, führte hier allerdings zu einer langdauernden Spaltung der Gesellschaft in Krieger und Vasallen im Rahmen von „naturalwirtschaftlich fundierten Herrschaftsstrukturen“, die seit dem späten 8. Jahrhundert den Feudalismus vorbereiteten Der Aufbau eines Heeres schwer bewaffneter Panzerreiter, die sich ihre sehr teure Ausrüstung und die oft knappen Futtermittel selbst beschaffen, lagern und das Kriegshandwerk permanent trainieren mussten, ging einher mit einer Agrarreform, dem verstärkten Anbau von Futterpflanzen, der spezialisierten Metallverarbeitung und der Verbreitung des Lehnswesens. Nicht zuletzt verlor auch die antike Geldwirtschaft vorübergehend an Bedeutung.
Dass die Steppennomaden als Folge der veränderten Kampfweise kein Lehnswesen entwickelten, kann darauf zurückgeführt werden, dass sie an der Verbindlichkeit der patrilinearen Abstammungslinien festhielten, während ihre hohe Mobilität eine Bindung an den Boden verhinderte. Ihr Sozialmodell blieb die „Brüderhorde“.

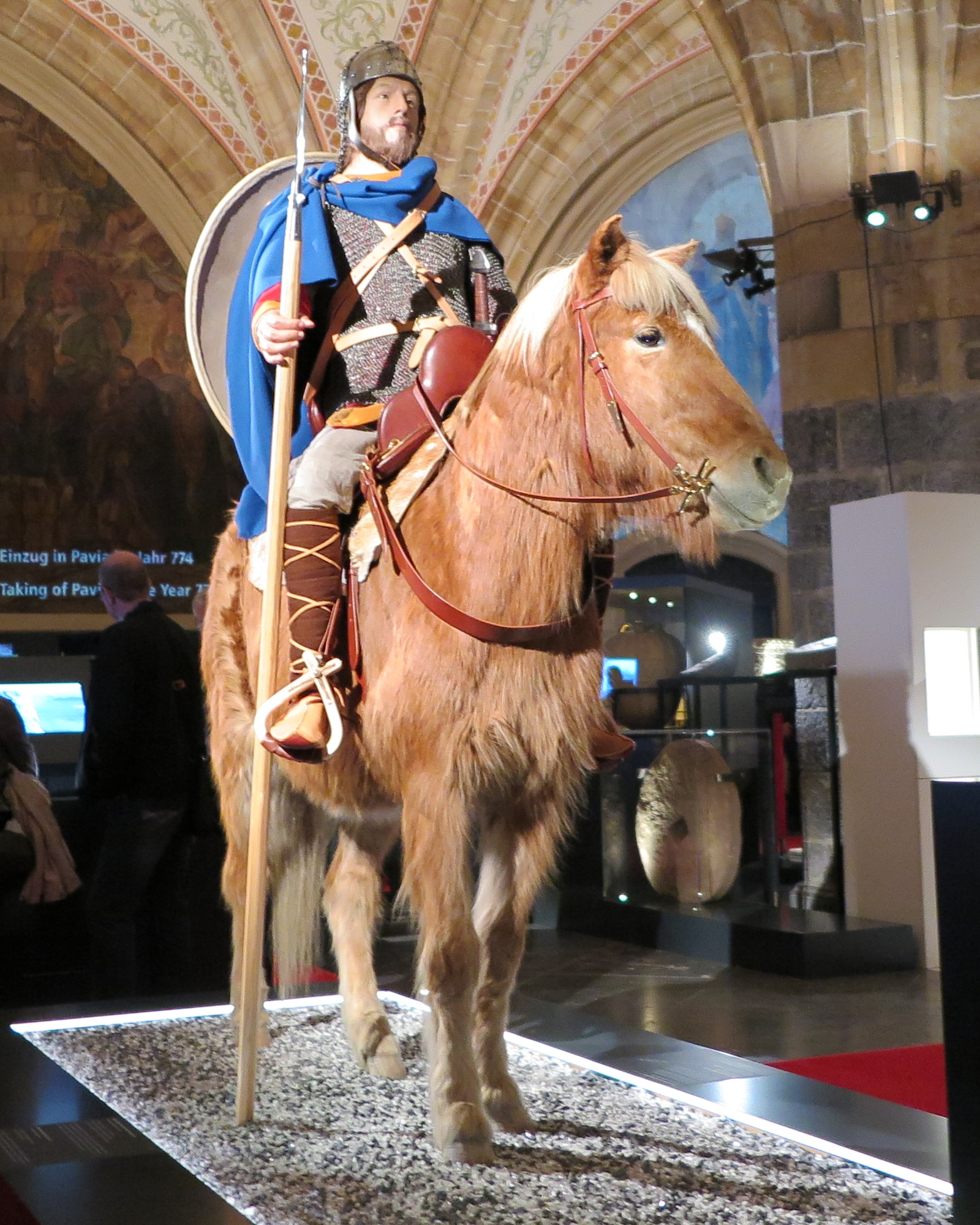
Karolingischer Panzerreiter mit Kettenhemd, Spangenhelm, Rundschild, Lanze und Steigbügel (ca. 8.–10. Jahrhundert)

Raimund Schulz betont im Gegensatz zu diesen Transformationstheorien die anhaltende Bindung der Kriegstechnik an ihre ursprünglichen Naturräume, also der Reiterheere an die eurasischen Steppen. So stieß die auf die schwer bewaffnete Infanterie setzende, relativ einheitliche Kriegstechnik des antiken Mittelmeerraums an ihre Grenzen, je weiter sie sich von ihren Ursprungsgebieten entfernte. Sie musste daher die Kriegsformen des Gegners übernehmen, wobei sie jedoch nicht sehr erfolgreich waren. Umgekehrt war es den Reitervölkern nicht möglich, die in ihrer östlichen Heimat bewährten Kriegstechniken erfolgreich und dauerhaft in den mediterranen Kernländern anzuwenden. So mussten die Sassaniden unter Schapur II. von den Römern sogar die Techniken des Belagerungskrieges übernehmen, um einige Grenzfestungen zu erobern. Erst den europäischen Monarchien gelang es, komplexe militärische Apparate mit differenzierten Waffengattungen dauerhaft zu unterhalten.
In China, wo schon im 6. Jahrhundert v. Chr. die Reiterei, aber vor allem Fußtruppen den Streitwagen ersetzten, nahm die waffentechnische Entwicklung im Kampf gegen die Steppennomaden einen anderen Verlauf. Ähnlich wie die Hopliten in Griechenland bildeten hier die Bauern den schwerbewaffneten berittenen Kern des Heeres, was ihnen längerfristig ihre relative Freiheit sicherte und „die ersten Tore zu einer vordemokratischen Entwicklung (‚Isonomie‘) aufstieß“. Dennoch waren die Mongolen dem schwerbewaffneten und zahlenmäßig überlegenen chinesischen Heer der Jin-Dynastie (1125–1234) aufgrund ihrer raschen Beweglichkeit überlegen. Sie konnten sich auf ihren Zügen von Stutenmilch und Käse ernähren und mussten in der Steppe keinen Tross mit langsamen Lasttieren für den Transport des Proviants mitführen. Sibirische und mongolische Völker haben anders als Zentral- und Südchinesen mit deren genetisch bedingten Laktoseintoleranz keine Probleme bei der Milchzuckerverdauung.

## Entstehung anderer Reiterkulturen

### Nordamerika
Die Nutzung verwilderter, von den Spaniern eingeführter Pferde durch die Prärie-Indianer setzte um 1700 ein. Sie führte zur Entstehung einer Reiterkultur, die allerdings bereits in der zweiten Hälfte des 19. Jahrhunderts wieder unterging. Aus halbnomadischen Stämmen, die nicht vollständig von der Jagd abhängig waren, sondern an den Flüssen Feldfrüchte anbauten und fischten, wurden im Laufe von nur zwei bis drei Generationen kriegerische Bisonjäger. Die berittene Bisonjagd revolutionierte die Lebensweise dieser Völker, die vorher nur den Hund als Lasttier kannten: Das Pferd erlaubte ihnen die rasche Durchquerung der menschenleeren, wasserarmen Prärien und die schnelle Verlegung ihrer Siedlungen, was zu verstärkter Nahrungsmittelkonkurrenz und kriegerischen Konflikten um die saisonal wechselnden Bisonjagdgründe und Pferdeherden führte. Dazu trug auch die Abdrängung vieler Stämme durch Irokesen und weiße Siedler nach Westen bei.
Vor allem die Comanchen bildeten seit 1760 eine hochmobile Gruppe, die vom nördlichen Texas aus den Zugang zu den Weidegründen von etwa sieben Millionen Bisons kontrollierte. Jedoch fehlt hier das Merkmal der Panzerung; auch wurden die Pferde ohne Sattel und Zaumzeug geritten. 1874 ließ das Militär alle ihre Pferde erschießen.
Einige Stämme wie die Mandan und Blackfoot spezialisierten sich auf Pferdehaltung und -handel, andere wie die Assiniboine auf den Pferdediebstahl. Die Pferdehaltung, die im Vergleich zur Nutzung von Hunden als Lasttiere auch zur Einsparung von Fleisch beitrug, verbreitete sich rasch auch im südlichen Kanada. Bereits 1754 berichtete Anthony Henday über den Gebrauch des Pferdes als Last-, jedoch noch nicht als Reittier durch die Assiniboine in Saskatchewan.

### Südamerika
Auch die Reiterkulturen Südamerikas wie die der Mapuche entwickelten sich durch Raub der von den Spaniern eingeführten Pferde.

### Afrika
Das Pferd wurde in den westafrikanischen Savannen seit dem 11. Jahrhundert eingesetzt. Seit dem 13. Jahrhundert gelangten größere, für die Kriegsführung geeignete Pferde aus dem Maghreb in die Region, vor allem nach Bornu. Seit dem 16. Jahrhundert spielten sie in der Kriegsführung der Hausa-Staaten eine zentrale Rolle. Die Aristokratie sammelte mit Hilfe der Pferde effektiver Tribute von der Landbevölkerung ein; sie benötigte für die Pferdehaltung Sklaven und der Besitz von Pferden erleichterte wiederum die Sklavenjagd, so dass die Einführung der Reitertruppen mit einer erhöhten Bedeutung des Sklavenhandels und der Sklavenhaltung einherging.